# Reason Foundation
La Reason Foundation est un think tank américain libertarien créé en 1978 à Los Angeles. La fondation se revendique un instrument de recherche pour « promouvoir le choix, la compétition et un marché économique dynamique comme pour la fondation d'une dignité humaine et de progrès ». Elle publie le magazine Reason. La fondation, de mouvance libertarienne n'est cependant pas affiliée au parti libertarien américain. La fondation est aussi à l'origine de reason.tv.
Ses champs de recherches ne se limitent pas seulement à l'économie mais touchent une grande quantité de secteurs. En effet, les articles du think tank portent sur la justice, l'éducation, la drogue, les transports, la communication, l'environnement, l'énergie ou encore l'urbanisme.

## Histoire
De sa création jusqu'en 2001, Robert W. Poole est le président de la fondation, avant d'en devenir directeur des études sur les transports. Lynn Scarlett le remplace mais quitte la fondation la même année afin de rentrer dans l'administration Bush. David Nott la remplace alors.
De 2012 à 2018, la fondation attribue le prix Bastiat de journalisme.

## Fonctionnement
La Reason Foundation est l'un des think tanks les plus actifs et plus influents aux États-Unis, mais aussi et surtout en Californie. Parfois comparé au Cato Institute, la Reason Foundation n'a pas quitté son État d'origine et continue à s'impliquer dans les affaires courantes de ce dernier.

### Financement
Le think tank ne dépend pas de l'État fédéral ni de la Californie et ne reçoit aucun financement de la part d'organismes publics. L'ensemble de son budget est le fruit des dons et des supports des particuliers et des personnes morales,,.

### Notoriété
La Reason Foundation fait partie des think tanks les plus importants et les plus notables des États-Unis. Elle est classée 41e en 2014 parmi les meilleurs « refuges d'idées » du pays.
La fondation a aussi eu l'hommage de personnalités et institutions importantes :
- Milton Friedman : « La tolérance de la Reason Foundation et la défense perpétuelle de la défense des libertés individuelles en fait un refuge pour toute personne croyant à une société libre de toutes les opinions »[8].
- The Wall Street Journal : « De tous les groupes politiques conservateurs et en faveur d'un marché libre, il [Reason Foundation] est probablement le plus libertarien de tous et a le plus d'impact dans la vie politique et le fonctionnement du gouvernement »[8].

## Implication politique

### Point de vue historique
La Fondation a eu à de maintes fois recours depuis 1978 à interagir avec les hommes et femmes politiques en fonction dans le monde,. À partir de 1981 par exemple, le fondateur de la fondation, Robert Poole, est un conseiller de Ronald Reagan. La revue Reason fera un portrait en 2004 montrant l'importance des mandats du président républicain et ses choix en matière de privatisation,. Il en est de même pour Margaret Thatcher qui a eu droit à une conférence et a participer à un article en 2006 sur la privatisation. La fondation a eu recours à plusieurs personnalités célèbres, par exemple l'économiste Friedrich Hayek, le psychiatre Thomas Szasz ou encore Christopher Hitchens.

### Interventions directes
Sous le mandat d'Arnold Schwarzenegger comme gouverneur de la Californie, plusieurs California Performance Review Plan (CPRP) qui prévoyaient la suppression de 1 100 emplois dans l'administration, 1400 programmes du gouvernement et pour un total de 4 milliards de dollars. Lancé en 2004, le programme est piloté en partie par George Passantino. Toutefois, bien que le programme soit le témoin d'une implication locale de la fondation, il ne fut pas appliqué en sa totalité,.

### Serment de transparence
La Reason Foundation a fait partie des 36 organisations ayant mis en place le serment de transparence que devait respecter le président élu à l'échéance de l'élection américaine de 2008. Parmi les signataires se trouve entre autres Ron Paul, Sam Brownback et Barack Obama. Le but était de demander au futur président de mettre en œuvre une politique de transparence au sein de l'administration envers les citoyens.